# Asterix: Byplanlæggeren
Asterix: Byplanlæggeren (Astérix - Le Domaine des Dieux) er en fransk-belgisk 3D-computeranimeret film fra 2014 baseret på Asterix-albummet Byplanlæggeren fra 1973 af René Goscinny og Albert Uderzo. Filmen følger albummets plot nøje men udvider det.
Filmen får premiere med dansk tale 11. juni 2015.

## Plot
For at udradere den galliske landsby med alle midler, planlægger Cæsar at få landsbyboerne til at tage den romerske kultur til sig ved at opføre en romersk etageejendom ved siden af landsbyen som starten på en romersk koloni.

## Stemmer
| Rolle                | Originale stemmer | Danske stemmer             |
| Apeldjus             | ---               | Jette Sophie Sievertsen    |
| Armamix              | ---               | Jens Jacob Tychsen         |
| Asterix              | Jack Whitehall    | Sebastian Klein            |
| Designius            | ---               | Daniel Vognstrup Jørgensen |
| Dovenlarsius         | ---               | Mads M. Nielsen            |
| Dumsomenmur          | ---               | Mads M. Nielsen            |
| Duplicatha           | ---               | Lars Thiesgaard            |
| Godemine             | ---               | Jette Sophie Sievertsen    |
| Hr Senilix           | ---               | Søren Ulrichs              |
| Hørmetix             | ---               | Peter Zhelder              |
| Julius Cæsar         | Jim Broadbent     | Jens Jacob Tychsen         |
| Klaptorskus          | ---               | Malte Milner Find          |
| Lillebittus          | ---               | Caspar Phillipson          |
| Majestix             | ---               | Peter Aude                 |
| Medius               | ---               | Andreas Hviid              |
| Milda                | ---               | Anne Oppenhagen Pagh       |
| Miraculix            | ---               | Paul Hüttel                |
| Obelix               | Nick Frost        | Amin Jensen                |
| Senator Falerius     | ---               | Mads Knarreborg            |
| Senator Pesticus     | ---               | Søren Ulrichs              |
| Senator Skaldepandus | ---               | Peter Aude                 |
| Senetor Samus        | ---               | Benjamin Hasselflug        |
| Trubadurix           | ---               | Gordon Kennedy             |
| -------------------- | ----------------- | -------------------------- |

## Produktion
15. oktober 2010 annoncerede Les Éditions Albert René en 3D-animeret film, der skulle have premiere i 2014.  21. oktober afslørede Alexandre Astier, at han ville blive medforfatter på filmen, og at den ville blive baseret på tegneseriealbummet Byplanlæggeren. Filmen blev produceret i Frankrig M6 Studio og Mikros Images som den første Asterix-film til at blive animeret i 3D. 
Filmen havde premiere i Frankrig 26. november 2014 i 696 biografer landet over. I den første uge blev den set af næsten 780.000, hvilket sikrede den en førsteplads foran Hollywood-filmene The Hunger Games: Mockingjay - Del 1 og Interstellar, der kørte på anden og fjerde uge. Åbingsweekenden var også den trediehøjeste i Frankrig i 2014. Åbningsweekenden slog desuden andre animerede film som Frost, To på flugt - Et hårrejsende eventyr, Monsters, Inc., Biler og LEGO Filmen.
Komponisten Philippe Rombi blev nomineret til en International Film Music Critics Award for bedste originalmusik til en animationsfilm, men tabte dog til John Powell, der fik prisen for Sådan træner du din drage 2.

## Kritik
Jordan Mintzer fra The Hollywood Reporter sagde, at "Asterix og Clichy formår at gøre materialet både fornøjeligt og meningsfuldt, samtidig med at der også bydes på en række fikse, strømlinede billeder, der aldrig er overfyldte."
Tyske Filmdienst bemærkede i sin kritik, at skaberne gav de populære figurer "et rundere, blødere, ja voksagtig udseende", idet der dog ikke blevet afveget fra de "typiske kendetegn". Filmen ville fungere "fremragende også for voksne, først og fremmet med vittige dialoger" men lægger også vægt på det unge publikum. Skuffende var dog 3D-effekterne, der ganske vist gav de statiske scener dybde men ikke overbeviste i actionscenerne. Martin Schwickert fra epd Film bemærkede, at inkarnerede Asterix-fans med den nye animation "naturligvis først må vænne sig til tabet af tegninger" men snart ville man erkende, "at det tredimensionelle metode også har sin tiltrækning." Og selv om filmen ikke kunne måle sig med "en Pixar-films tekniske og kreative kvaliteter", så behøvede den ikke at gemme sig bag "konkurrenten Baymax fra Disney-imperiet".